# Coelichneumon ater
Coelichneumon ater là một loài tò vò trong họ Ichneumonidae.